# Oton Gliha
Oton Gliha (Črnomelj, 21. svibnja 1914. – Zagreb, 19. lipnja 1999.), hrvatski akademski slikar.

## Životopis
Diplomirao je na Likovnoj akademiji u Zagrebu 1937. godine u klasi profesora Omera Mujadžića, Ljube Babića i Marina Tartaglie. Potom se usavršavao u Parizu 1938./39. Studijski boravi u Italiji 1952. godine. Prvi put je izlagao 1938. godine na izložbi “Pola stoljeća hrvatske umjetnosti”, potom ima samostalne izložbe u Zagrebu, Rijeci, Beogradu, Ohridu, Sarajevu, Sao Paolu, Veneciji, Torinu, Milanu, Genovi itd.
Dva puta 1962. te 1964. je izabran da izlaže na Venecijanskom bijenaleu.
Slikao je pejzaže, portrete, mrtve prirode, a univerzalno je prepoznatljiv po svojim gromačama.
Svojim je uvjerljivim izričajem postao dio europske povijesti umjetnosti XX. stoljeća.
Gromače se nalaze u brojnim privatnim zbirkama,  muzejima u zemlji i svijetu. Zastupljen je u antologijama svjetskog slikarstva. 

## Vanjske poveznice
- Oton Gliha na stranicama ina.hr  Arhivirana inačica izvorne stranice od 13. rujna 2014. (Wayback Machine)
- Slike na stranicama Galerije Kaptol  Arhivirana inačica izvorne stranice od 10. prosinca 2008. (Wayback Machine)